# Travel Service
Travel Service Airlines (также Travel Service) — чешская авиакомпания со штаб-квартирой в Праге. Компания выполняет чартерные и регулярные (под маркой SmartWings) рейсы, а также даёт в аренду самолеты другим авиакомпаниям. Она имеет ряд дочерних предприятий (в Польше, Венгрии и Словакии).

## Собственники
30 марта 2016 года компания CEFC стала собственником 49,92 % акций авиакомпании.

## История
В 2007 году компания перевезла 2,2 млн пассажиров, а в 2008 году уже 2,3 млн пассажиров.
18 сентября 2007 года группа Icelandair приобрела 50 % акций перевозчика и начали приобретать дополнительные акции авиакомпании, чтобы увеличить свою долю до 80 % к апрелю 2008 года. В декабре 2008 года Icelandair сократил свою долю до 66 % путём продажи акций другим акционерам. В 2009 году их доля была уменьшена до 50,1 % за счет выпуска новых акций. Сейчас их доля в авиакомпании — 30 % акций.
| Цифры измеряются в миллионах чешских крон | 2005  | 2006  | 2007  | 2008  | 2009  |
| ----------------------------------------- | ----- | ----- | ----- | ----- | ----- |
| Операционные доходы                       | 4,391 | 4,844 | 5,818 | 6,511 | 7,006 |
| Прибыль от основной деятельности          | 40    | 73    | 205   | 384   | 344   |
| Чистая прибыль после уплаты налогов       | (25)  | 15    | 156   | 4     | 212   |
| Активы                                    | 1,074 | 1,205 | 1,564 | 2,226 | 1,653 |
| Капитал                                   | 70    | 62    | 237   | 158   | 409   |
| Обязательства                             | 1,004 | 1,143 | 1,327 | 2,068 | 1,245 |

В 2015 году компания приобрела долю в 34 % в авиакомпании České aerolinie, a.s.
В 2018 году компания довела свою долю в авиакомпании České aerolinie, a.s. до 97,7 % за счёт выкупа акций у Чешской Республики и основного акционера Korean Air.

## Флот
Флот Travel Service (в том числе дочерних) состоит из следующих самолётов (по состоянию на январь 2013):
Аварии
13.01.18. Аэропорт Шереметьево. Самолёт Boeing 737 Smart Wings выкатился за пределы ВПП при рулении. Самолёт вытянули тягачом, пассажиров эвакуировали, никто не пострадал.